# Jones County (North Carolina)
Jones County ist ein County im Bundesstaat North Carolina der Vereinigten Staaten. Der Verwaltungssitz (County Seat) ist Trenton, das nach dem Trent River benannt wurde.

## Geographie
Das County liegt im Südosten von North Carolina, ist etwa 25 km vom Atlantik entfernt und hat eine Fläche von 1226 Quadratkilometern, wovon 4 Quadratkilometer Wasserfläche sind. Es grenzt im Uhrzeigersinn an folgende Countys: Craven County, Carteret County, Onslow County, Duplin County und Lenoir County.
Jones County ist in sieben nummerierten Townships aufgeteilt: 1 (White Oak), 2 (Pollocksville), 3 (Trenton), 4 (Cypress Creek), 5 (Tuckahoe), 6 (Chinquapin) und 7 (Beaver Creek).

## Geschichte
Jones County wurde 1778 aus Teilen des Craven County gebildet. Benannt wurde es nach Willie Jones, einem Anführer im Amerikanischen Unabhängigkeitskrieg.

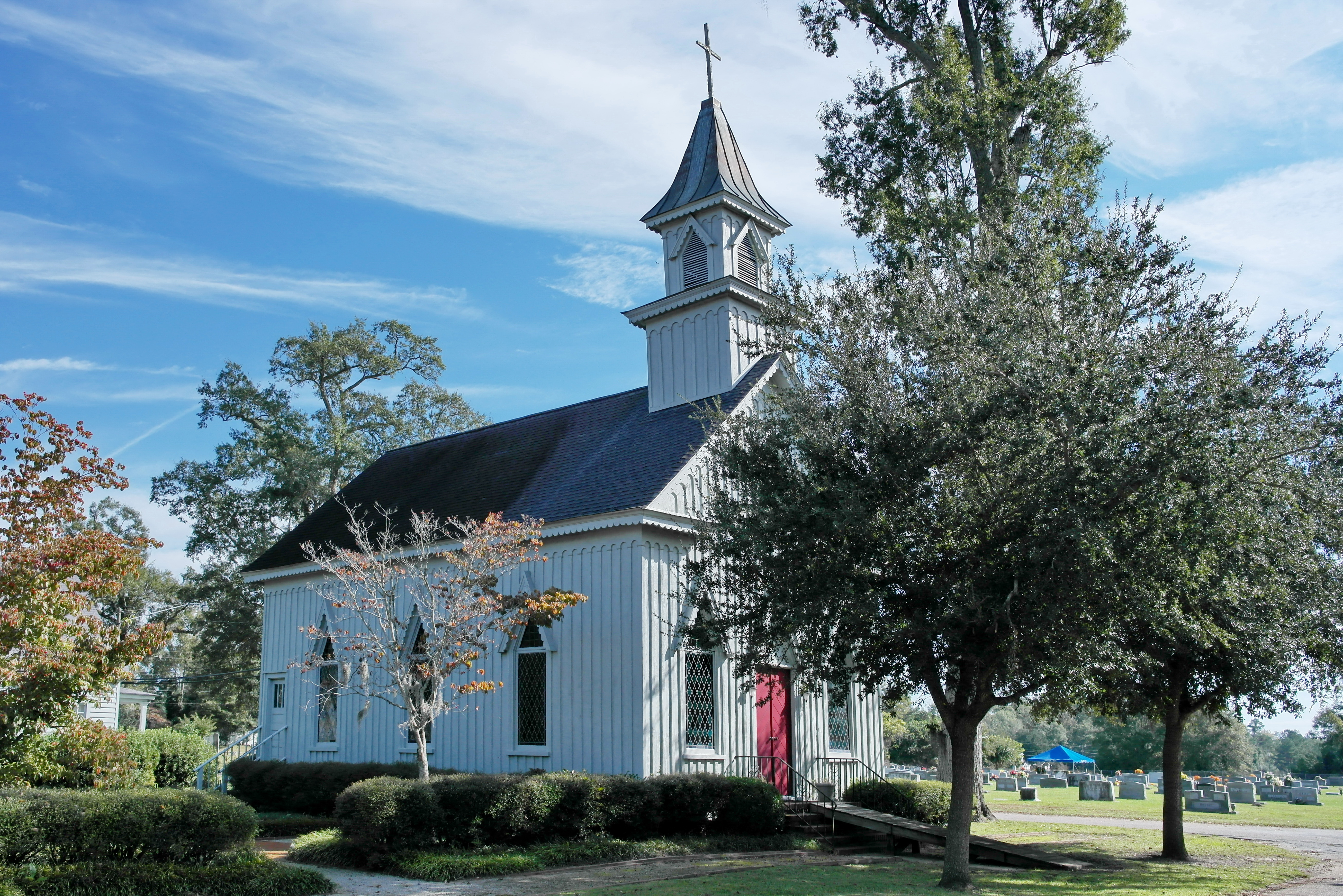
Die Grace Episcopal Church (2013) ist einer von acht Einträgen im National Register of Historic Places.

Acht Bauwerke und Stätten des Countys sind insgesamt im National Register of Historic Places eingetragen (Stand 3. März 2018).

## Demografische Daten
Nach der Volkszählung im Jahr 2000 lebten im Jones County 10.381 Menschen in 4.061 Haushalten und 2.936 Familien. Die Bevölkerungsdichte betrug 8 Einwohner pro Quadratkilometer. Ethnisch betrachtet setzte sich die Bevölkerung zusammen aus 60,97 Prozent Weißen, 35,87 Prozent Afroamerikanern, 0,36 Prozent amerikanischen Ureinwohnern, 0,15 Prozent Asiaten, 0,04 Prozent Bewohnern aus dem pazifischen Inselraum und 1,70 Prozent aus anderen ethnischen Gruppen; 0,92 Prozent stammten von zwei oder mehr Ethnien ab. 2,72 Prozent der Bevölkerung waren spanischer oder lateinamerikanischer Abstammung.
Von den 4.061 Haushalten hatten 31,7 Prozent Kinder unter 18 Jahren, die bei ihnen lebten. 52,2 Prozent davon waren verheiratete, zusammenlebende Paare, 15,2 Prozent waren allein erziehende Mütter und 27,7 Prozent waren keine Familien. 24,5 Prozent waren Singlehaushalte und in 11,4 Prozent lebten Menschen mit 65 Jahren oder älter. Die Durchschnittshaushaltsgröße betrug 2,53 und die durchschnittliche Familiengröße war 2,99 Personen.
25,7 Prozent der Bevölkerung waren unter 18 Jahre alt. 6,8 Prozent zwischen 18 und 24 Jahre, 26,9 Prozent zwischen 25 und 44 Jahre, 25,2 Prozent zwischen 45 und 64, und 15,4 Prozent waren 65 Jahre alt oder Älter. Das Durchschnittsalter betrug 39 Jahre. Auf alle weibliche Personen kamen 93,0 männliche Personen. Auf alle Frauen im Alter von 18 Jahren oder darüber kamen 89,9 Männer.
Das jährliche Durchschnittseinkommen eines Haushalts betrug 30.882 $ und das jährliche Durchschnittseinkommen einer Familie betrug 35.180 $. Männer hatten ein durchschnittliches Einkommen von 28.662 $ gegenüber den Frauen mit 19.536 $. Das Prokopfeinkommen betrug 15.916 $. 16,9 Prozent der Bevölkerung und 14,2 Prozent der Familien lebten unterhalb der Armutsgrenze. 22,3 Prozent von ihnen sind Kinder und Jugendliche unter 18 Jahre und 16,7 Prozent sind 65 Jahre oder älter.